# Gare de Beppu
La gare de Beppu (別府駅, Beppu-eki) est une gare ferroviaire de la ville de Beppu au Japon. La gare est exploitée par la compagnie JR Kyushu.

## Situation ferroviaire
La gare de Beppu est située au point kilométrique (PK) 120,8 de la ligne principale Nippō.

## Histoire
La gare a été inaugurée le 16 juillet 1911.

## Service des voyageurs

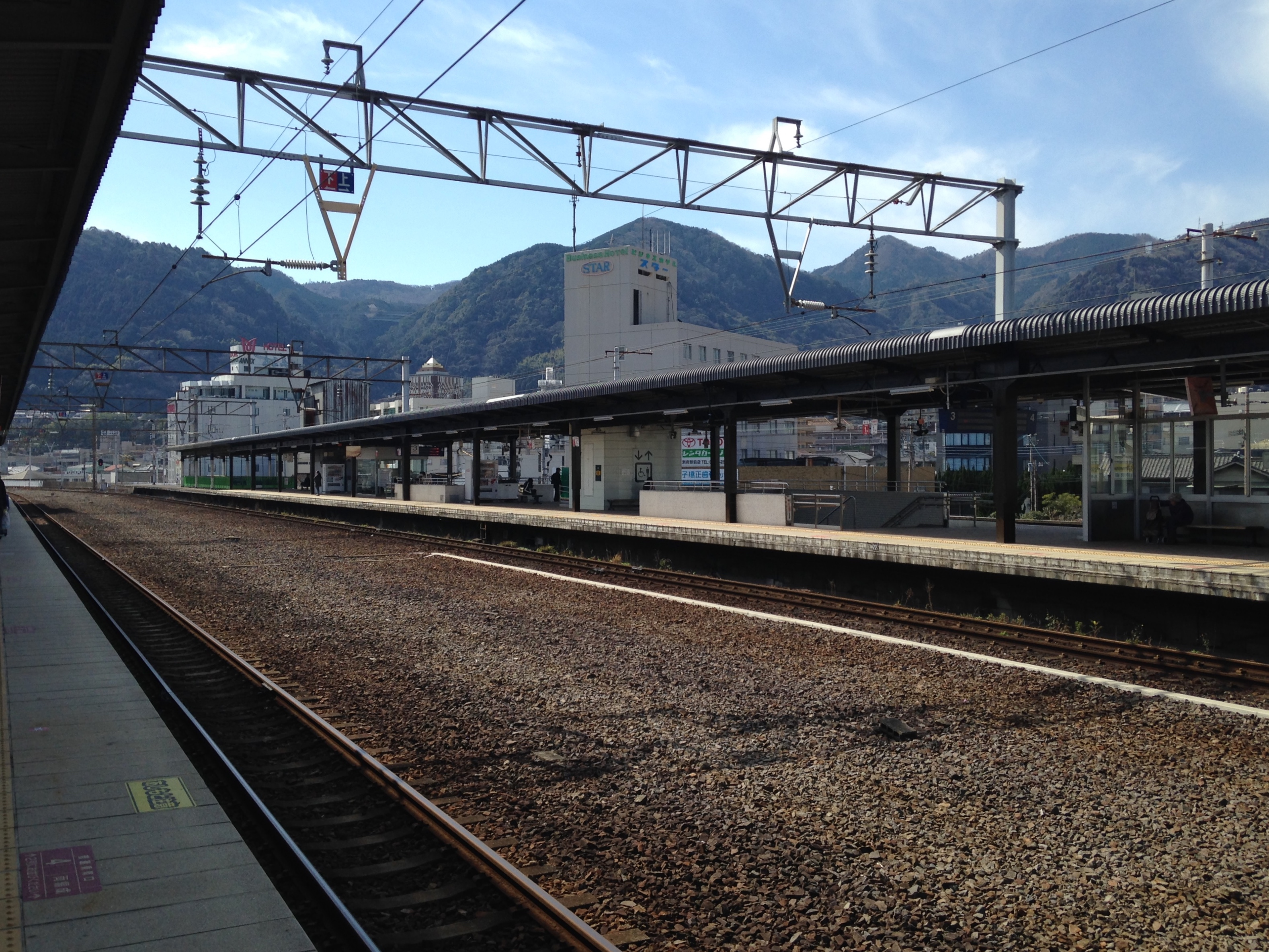
Vue des quais.

### Accueil
La gare dispose d'un bâtiment voyageurs ouvert tous les jours, avec des guichets et des automates pour l'achat de titres de transport.

### Desserte
- Ligne principale Nippō :
  - voies 1 et 2 : direction Ōita, Saiki et Miyazaki
  - voies 3 et 4 : direction Usa, Nakatsu, Kokura et Hakata
- Ligne principale Kyūdai :
  - voie 3 : direction Yufuin et Hakata (services Yufu / Yufuin no Mori)
- Ligne principale Hōhi :
  - voie 3 : direction Aso et Kumamoto (services Trans-Kyushu Limited Express et Aso Boy!)